# Turn Off the Light
Turn off the Light è il terzo singolo di Nelly Furtado estratto dal suo album di debutto Whoa, Nelly!

## Tracce
CD Europeo
1. "Turn Off the Light"
2. "Turn Off the Light" (Remix F/Timbaland & Jade)
3. "I'm Like a Bird" [Acoustic Version]
4. "Turn Off the Light" (Video)

CD Australiano
1. "Turn Off the Light" (Radio Edit)
2. "Turn Off the Light" (Sunshine Reggae Mix)
3. "I'm Like a Bird" (Acoustic Version)
4. "Turn Off the Light" (Underground Video)

## Classifiche
| Classifica (2001) | Posizione massima |
| ----------------- | ----------------- |
| Australia         | 7                 |
| Austria           | 22                |
| Belgio (Fiandre)  | 13                |
| Belgio (Vallonia) | 58                |
| Brasile           | 24                |
| Francia           | 46                |
| Germania          | 31                |
| Italia            | 50                |
| Norvegia          | 5                 |
| Nuova Zelanda     | 1                 |
| Paesi Bassi       | 10                |
| Polonia           | 8                 |
| Regno Unito       | 4                 |
| Romania           | 1                 |
| Stati Uniti       | 5                 |
| Stati Uniti (Pop) | 3                 |
| Svezia            | 9                 |
| Svizzera          | 2                 |